# Franz Hančar
Franz Hančar (8 février 1893 à Vienne, 10 juillet 1968) est un archéologue autrichien, qui a entre autres étudié le cheval durant la préhistoire.
- Kaukasus-Luristan, Eurasia septentrionalis antiqua, vol. 9. Helsinki, 1934.
- Hallstatt-Kaukasus. Mitteilungen der Österreichischen Gesellschaft für Anthropologie, Ethnologic und Prähistorie, 1947, nos. 73-77.
- Das Pferd in prähistorischer und früher historischer Zeit. Vienna-Munich, 1955[1].
- Kaukasus-Luristan[2]
- Die bronzenen"Pferdekopfszepter" der Hallstattzeit in archäologischer Ostperspektive
- Der"goldene Pflug" der skythischen Abstammungslegende in archäologischer Sicht